# AGA-fyr

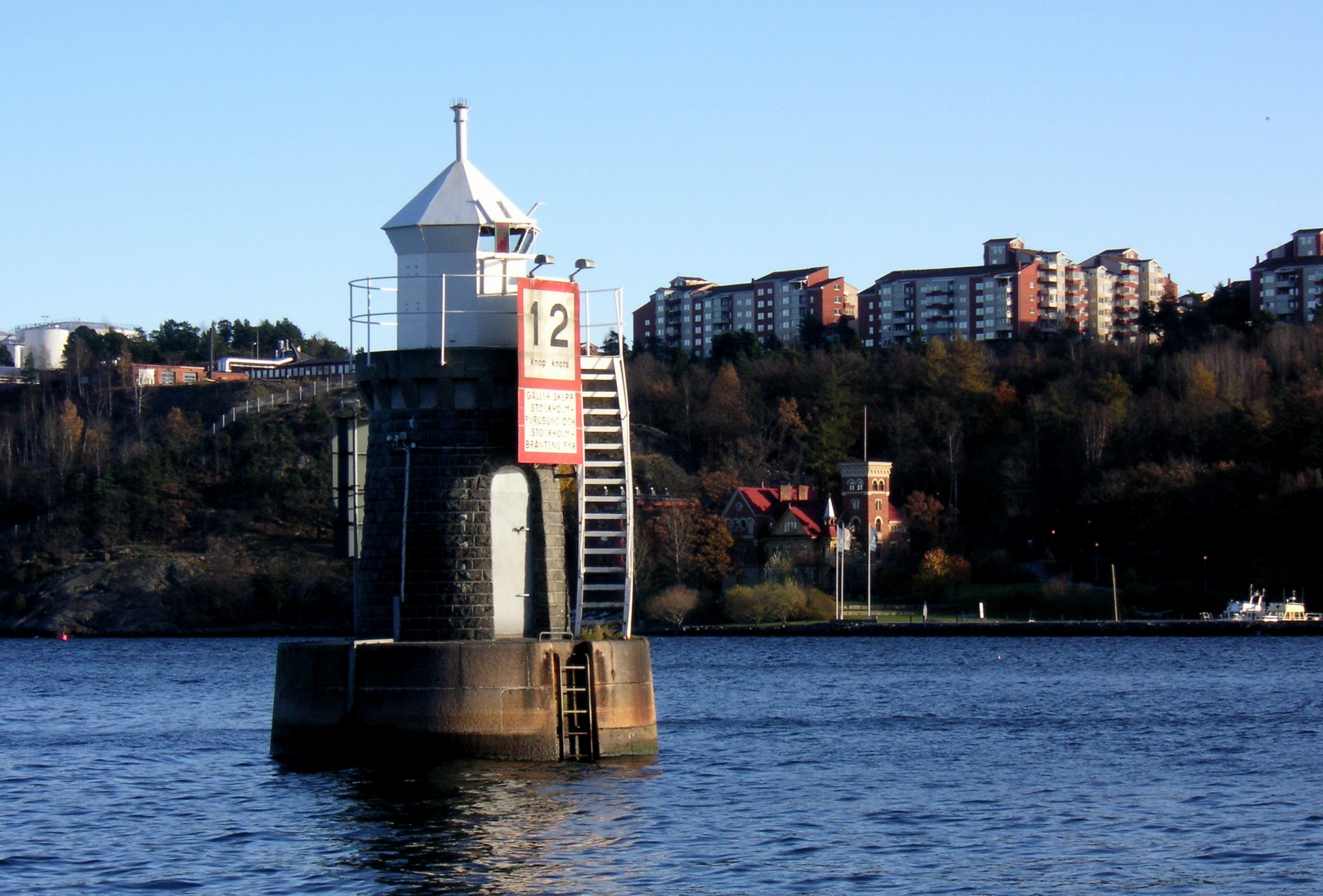
Blockhusuddens AGA-fyr 2007

AGA-fyren är en typ av automatisk fyr som uppfanns av Gustaf Dalén i början av 1900-talet. Namnet kommer från Dahléns bolag AB Gas-ackumulator (numera Aga AB) som tillverkade fyrarna. Fyrljuset drivs med acetylengas vars tillförsel styrs av en solventil som stänger av gasen under den ljusa delen av dygnet och därmed reglerarvid vilka tider på dygnet fyren ska lysa. En klippljusapparat styr fyrens blinkande genom att slå av och på gastillförseln med korta regelbundna intervaller. Tack vare dessa båda tekniker lyckades man reducera gasförbrukningen med 90% jämfört med tidigare konstruktioner. Dalén fick nobelpriset i fysik 1913 för sina insatser inom fyrtekniken.
Numera har AGA-fyrarna till stor del ersatts med fyrar som drivs med elektricitet.
Världens första AGA-fyr var Gåsfetens fyr utanför Ronneby i Blekinge.